# Ulcus duodeni
Das Ulcus duodeni (eingedeutscht auch Duodenalulkus und Duodenalgeschwür, oder Zwölffingerdarmgeschwür) ist ein Geschwür (Ulcus) im Zwölffingerdarm (Duodenum). Kriterium für die Klassifikation als Ulcus ist ein Substanzdefekt, der die Lamina muscularis mucosae, d. h. die unter der eigentlichen Schleimhaut liegende Muskelschicht, überschreitet. Oberflächlichere Läsionen werden als Erosion bezeichnet.
Das Ulcus duodeni ist seit 1824 bekannt.

## Epidemiologie
Im ersten Jahrzehnt des 20. Jahrhunderts erkannte Berkley George Andrew Moynihan (1865–1936) die große Häufigkeit des Zwölffingerdarmgeschwürs. Duodenalulzera (von lateinisch Ulcera duodeni) sind etwa viermal häufiger als Magengeschwüre. Sie treten gehäuft im jüngeren bis mittleren Lebensalter vorwiegend bei Personen männlichen Geschlechts (mehr als doppelt so häufig wie bei Frauen) und bei Personen mit Blutgruppe 0 auf. Das Auftreten wird vermehrt im Frühling und im Herbst beobachtet. Im Laufe seines Lebens erkrankt etwa jeder Zehnte an einem Ulcus duodeni. Die Inzidenz liegt bei 0,1–0,2 % und ist insgesamt leicht rückläufig.

## Ursachen
An der Entstehung eines Zwölffingerdarmgeschwürs scheinen mehrere Faktoren beteiligt zu sein. Allgemein gesprochen liegt jedem Zwölffingerdarmgeschwür ein Missverhältnis von schleimhautschützenden Faktoren (Schleim, Bikarbonat, Prostaglandin) und aggressiven Faktoren wie Magensäure, Proteasen und entzündlichen Reaktionen zugrunde. Eine chronische Infektion mit dem Bakterium Helicobacter pylori ist seit den 1980er Jahren als einer der wichtigsten Auslöser gesichert. Weitere additiv wirkende Mechanismen sind Hyperazidität (zu niedriger pH-Wert), Durchblutungsstörungen der Darmwand und die Dauereinnahme von Medikamenten, die die Prostaglandinsynthese hemmen (z. B. Acetylsalicylsäure). Auch psychosomatische Faktoren spielen eine Rolle. Atypisch lokalisierte, multiple (mehrfache) und rezidivierende (nach Ausheilung wiederkehrende) Ulzera weisen auf ein Zollinger-Ellison-Syndrom hin. In den Holy Seven beschreibt Franz Alexander das Ulcus duodeni als psychosomatische Krankheit.

## Morphologie
Der sich unmittelbar an den Magenausgang (Pylorus) anschließende Bereich (etwa 2 cm) wird bevorzugt befallen. Akute Ulzera sind meist kreisrund, liegen im Niveau der Schleimhaut und haben eingezogene Ränder. Chronische Geschwüre sind scharf begrenzt und zeigen oft nach oral (mundwärts) einen überhängenden Rand, während der Rand nach aboral treppenartig abgetragen ist.

## Symptome
Allgemeinsymptome wie Übelkeit, Erbrechen, Druck- und Völlegefühl sowie unregelmäßiger Stuhlgang stehen oft am Anfang. Häufig kann ein ungewollter Gewichtsverlust beobachtet werden. Anders als beim Magengeschwür ist beim Ulcus duodeni der „Nüchternschmerz“ typisch, der sich erst etwa zwei Stunden nach Nahrungsaufnahme bzw. nachts bemerkbar macht und in der mittleren Oberbauchregion (epigastrisch) oder um den Bauchnabel herum (periumbilikal) angegeben wird. Die Symptomatik ist nicht spezifisch, andere Krankheitsprozesse im Bauchraum müssen ausgeschlossen werden. Manchmal verursacht ein manifestes Ulcus auch überhaupt keine Beschwerden und wird erst bei Routineuntersuchungen oder unter anderen Fragestellungen entdeckt.

## Therapie
Bei der in den meisten Fällen gefundenen Helicobacter-pylori-Infektion wird eine Eradikationstherapie durchgeführt, die aus drei bis vier Arzneimitteln (zwei Antibiotika, ein Protonenpumpenhemmer zur Hemmung der Magensäureproduktion und ggf. Bismut) besteht, die über einen Zeitraum von sieben bis zehn Tagen eingenommen werden.
Von zentraler Bedeutung ist es außerdem, auslösende Faktoren auszuschalten, zu denen insbesondere peripher wirksame Schmerzmittel wie Acetylsalicylsäure (ASS, Aspirin) und nichtsteroidale Antirheumatika (NSAR, z. B. Ibuprofen) gehören. Die sonstige konservative Behandlung versucht, das Gleichgewicht von schleimhautprotektiven und -aggressiven Faktoren wiederherzustellen. Neben Diät, Nikotin- und Alkoholkarenz und Stressvermeidung werden heute vor allem Protonenpumpenhemmer wie Omeprazol oder Pantoprazol verordnet, die je nach Dosierung die Säureproduktion des Magens reduzieren oder vollständig unterbinden. Die Indikation für eine Dauertherapie mit Protonenpumpenhemmern sollte aufgrund des Nebenwirkungspotentials allerdings kritisch gestellt werden.
Konservativ nicht zufriedenstellend behandelbare Geschwüre werden heute nur noch selten operiert, da mit der Helicobactereradikation in den meisten Fällen eine Heilung zu erzielen ist. Nur noch selten durchgeführt wird die Vagotomie, bei der je nach Variante unterschiedliche Teile des den Magen innervierenden Anteils des Nervus vagus durchtrennt werden. Ebenfalls nur noch selten erforderlich ist die Durchführung einer Magenresektion, bei der durch Entfernung der hauptsächlich für die Magensäureproduktion verantwortlichen Magenanteile eine Abheilung des Ulcus ermöglicht wird.

## Komplikationen
Das Ulcus duodeni ist eine der Hauptursachen für die obere gastrointestinale Blutung, ein Viertel bis ein Drittel der Fälle gehen darauf zurück. Selten ist die Perforation, die zur lebensbedrohlichen eitrigen Peritonitis führen kann. Ursache für die Ulcusblutung können auch NSAR sein. Die gesetzlichen Krankenversicherungen wenden jährlich fast 125 Mio. Euro für die Behandlung gastrointestinaler Nebenwirkungen der NSAR auf. 1100 bis 2200 Menschen sterben in Deutschland jährlich an gastrointestinalen Komplikationen, u. a. Duodenalblutungen (Schätzungen). Die Dunkelziffer dürfte deutlich höher liegen.